# Une mamie hors la loi
Une mamie hors la loi (en France) ou Jamais sans ma mère (au Québec) (My Mother the Carjacker) est le 2e épisode de la saison 15 de la série télévisée d'animation Les Simpson.

## Synopsis
Marge gagne à la télévision un concours nommé OOps Patrol. Homer décide de participer à son tour à ce concours. En cherchant dans plusieurs journaux, il voit dans un article un message écrit par sa mère. Sa mère le rejoint peu après, mais elle est arrêtée presque immédiatement. Heureusement, le procès engagé par M. Burns contre elle tourne à son avantage : elle est libérée et vit des heures heureuses avec sa famille. Mais Burns réussit à la faire arrêter de nouveau en lui faisant avouer des délits d'usurpation d'identité. Elle est conduite en prison, mais lors d'un transfert de prisonniers, Homer prend le contrôle du bus qui la transporte. Poursuivie par la police, elle convainc Homer de descendre du bus et de la laisser s'enfuir.
Après une course-poursuite, le bus s'écrase dans un ravin, mais elle y a survécu.